# Kallitéros
Kalliteros este un oraș în Grecia în prefectura Zakynthos.